# 혼다 CL500
혼다 CL500(영어: Honda CL500, 북미에서는 혼다 SCL500(영어: Honda SCL500)이라고도 불림)은 2023년부터 혼다에서 생산하는 스탠다드 모터사이클이다.
이 모터사이클은 "스크램블러 스타일" 마케팅 및 외관의 일환으로 평평한 시트와 위로 향한 배기 파이프로 디자인되었으며, 혼다 CL 시리즈의 이전 바이크인 CL450과 같은 정신적 후속작 역할을 한다. 이 바이크는 CB500F와 같은 혼다의 다른 21세기 "500-트윈"과 동일한 471cc (28.7 입방인치) 180° 크랭크 2기통 직렬 엔진을 사용한다. CL500의 튜블러 스틸 프레임의 주요 구조는 CMX500 레블과 공유된다.
2025년 모델에는 발판과 시트에 대한 인체공학적 조정뿐만 아니라 유로 V+ 배출가스 기준에 대한 업데이트된 준수가 포함되었다.

## 같이 보기
- 혼다 CL 시리즈
- 혼다 500 트윈